# San Pedro Guegorexe
San Pedro Guegorexe es una localidad perteneciente al municipio de Ocotlán de Morelos en el estado Mexicano de Oaxaca.

## Demografía
Desde el 2005, el municipio cuenta con 277 viviendas con una población total de 929 de las cuales el 5.49% hablan lengua indígena.